# پارک ملی خان-خوخی کوه خیارگاس
پارک ملی خان-خوخی کوه خیارگاس (به لاتین: Khan-Khokhi Khyargas Mountain National Park) یک پارک ملی در مغولستان است.